# Jelena Živković (portar de handbal)
Jelena Živković (n. 9 mai 1987, la Smederevska Palanka) este o handbalistă sârbă care joacă pentru clubul românesc SCM Craiova pe postul de portar. Živković a jucat anterior la echipele ŽORK Jagodina din Serbia și Ardeşen GSK din Turcia, alături de care a evoluat în Cupa Challenge și Cupa Cupelor. Handbalista este colegă la clubul craiovean cu Jelena Živković, conațională a sa care poartă același nume și evoluează pe postul de intermediar dreapta.

## Palmares
- Cupa Challenge EHF:
  - Sfert-finalistă: 2015